# 콜로이드 낭

1cm 콜로이드 낭의 CT 스캔

콜로이드 낭은 뇌에 발생하는 젤리같은 물질을 함유한 낭종이다. 거의 대부분에서 먼로의 난원의 뒤, 제3뇌실의 앞쪽에서 나타나며 뇌실의 천장에서 자라오는 것으로 확인된다. 위치적 특성때문에 폐쇄성 수두증을 발생시키고 두개내압증가를 일으킬 수 있다. 제3뇌실의 콜로이드 낭종은 모든 두개강 내 종양의 0.55-2%를 차지하고 무증상 환자에서 1,000명 당 1명을 차지한다.
증상은 두통, 구역질, 기억력장애, 복시, 행동 변화 등을 보일 수 있고 심하며 급사도 가능하다. 두개내압증가가 적절히 치료되지 않으면 뇌탈출증을 일으킬 수 있다. 발생 원인은 명확하지 않으나 내배엽의 기원일 가능성이 있고 뮤신을 생산하는 종양의 특성을 설명할 수 있다. 수술적 치료가 가능하나 위험성에 대한 고려는 필요하다.

## 진단
증상으로 내원한 환자에서 진단된다. 증상은 다른 질병과 유사할 수 있어 MRI나 CT가 주로 확진에 필요하다.